# Nezinho Farias
Manoel Gomes de Farias Neto (Pentecoste, 18 de agosto de 1959) é um administrador e político brasileiro. 

## Biografia
Em 2018, foi eleito deputado estadual do Ceará pelo Partido Democrático Trabalhista (PDT) com 49 482 votos.
Em 2020, foi eleito prefeito de Horizonte.
Se desfilou do PDT em 2022 e se filiou em 2023 ao PSB.